# La Falange (revista)
La Falange Revista de Cultura Latina fue una revista literaria de México editada entre 1922 y 1923, financiada desde la naciente Secretaría de Educación Pública (SEP) de ese país por José Vasconcelos. Sus principales colaboradores fueron Jaime Torres Bodet, Bernardo Ortíz de Montellano, José Gorostiza, Enrique González Rojo y Carlos Pellicer. La creación de esta publicación influyó a la formación del grupo literario denominado Los Contemporáneos.

## Contexto
Terminadas las hostilidades más intensas de la Revolución Mexicana, se vivió en el ámbito cultural mexicano la búsqueda de espacios para la publicación de creaciones literarias así como periodismo relacionado con ellas, que diera cuenta de la creciente actividad de autores que por entonces iniciaban su despunte. No existían en México publicaciones periódicas que dieran cuenta de esa actividad.
Durante el gobierno de Álvaro Obregón fue creada la SEP, mediante decreto publicado en el Diario Oficial de la Federación el 3 de octubre de 1921, siendo designado como su primer secretario José Vasconcelos a partir del 12 de octubre de dicho año. El escritor iniciaría diversos proyectos inexistentes en el país posteriores a los daños causados por la conflagración revolucionaria, como las bibliotecas públicas. En ese tenor, el estado mexicano, en la búsqueda del cumplimiento de los ánimos revolucionarios, buscó crear relaciones oficiales con grupos de escritores. Parte de esos esfuerzos, encabezados por Vasconcelos se materializarían en proyectos como la Confederación de Trabajadores Intelectuales, y la propia revista La falange.

## Desarrollo
Hacia 1922 Jaime Torres Bodet ocupaba la dirección del Departamento de Bibliotecas de la SEP, uno de los principales proyectos promovidos desde la dirección vasconcelista. Tal relación facilitó el financiamiento por la nueva secretaría de la publicación La falange, de la cual fue su primer y único director el propio Torres Bodet. La publicación convocaría a literatos de renombre para escribir en sus páginas. El primer número de la revista fue editado en diciembre de 1922.
La falange tuvo como objetivo central reunir a escritores de la época que pretendían mostrar un panorama de la literatura joven masculina mexicana, animada por publicaciones de otros países, afirmando su vocación de cosmopolitismo. Su atención a la literatura de Hispanoamérica vendría por influencia de Vasconcelos y la mencionada Confederación de Trabajadores Intelectuales. Así lo declaró la revista en sus páginas fundacionales:

... una falange de poetas y artistas editan el primer número de una revista sin odios, sin prejuicios, sin dogmas ni compromisos, de una revista que no es el órgano de ningún cenáculo, que no combate a nadie ni en pro de algo, en una revista que se llamará La falange para dar, de lejos y de cerca,  a los lectores de América y particularmente de México la idea de cohesión y de disciplina laboriosa que es menester precisar en definitiva.
"Propósitos", en La falange, número 1, 1922.

Igualmente la edición de la revista representó un canal de comunicación a través de cartas entre los jóvenes escritores que se presentaron en ella con la corriente más destacada de la época, el llamado Ateneo de la Juventud, principalmente entre Alfonso Reyes y Torres Bodet, Ortiz de Montellano, Gorostiza y Villaurrutia.

### Secciones
- “A.B.C.” sobre la literatura popular, editada por Bernardo Ortiz de Montellano.
- “Glosario”, sobre la literatura producida en el continente americano, editada por Torres Bodet.
- "Letras Francesas”, sobre la literatura francesa, editada por Rafael Lozano.
- “Kodak”, sección de humor editada por Porfirio Hernández y Salvador Novo.

La publicación de la revista se interrumpió entre febrero y julio de 1923, y cesó para siempre en diciembre de ese año.

## Legado
Pese a su breve existencia, junto a Ulises y Contemporáneos, La falange sería uno de los primeros proyectos en el panorama literario mexicano por contar con publicaciones de periodismo literario a semejanza de otras existentes en el mundo. En palabras de Carlos Monsiváis, La falange representó uno de los esfuerzos por crear rápidamente una cultura nacional, uniendo poetas y críticos "precoces, entusiastas, soberanamente inteligentes, talentosos. Los mejores y los más brillantes."